# Faisal Al-Ghamdi
Faisal Al-Ghamdi (właśc. Faisal bin Abdulrahman bin Saeed Al-Marq Al-Ghamdi; ar. فيصل الغامدي; ur. 13 sierpnia 2001 w Az-Zahran) – saudyjski piłkarz, występujący na pozycji pomocnika w belgijskim klubie Beerschot, na wypożyczeniu z saudyjskiego klubu Al-Ittihad Club, oraz w reprezentacji Arabii Saudyjskiej. Uczestnik Pucharu Azji 2023.

## Statystyki

### Klubowe
Na podstawie:
| Klub            | Sezonów | Liga                      | Liga  | Liga   | Puchar krajowy | Puchar krajowy | Kontynentalne | Kontynentalne | Suma  | Suma   |
| Klub            | Sezonów | Liga                      | Mecze | Bramki | Mecze          | Bramki         | Mecze         | Bramki        | Mecze | Bramki |
| --------------- | ------- | ------------------------- | ----- | ------ | -------------- | -------------- | ------------- | ------------- | ----- | ------ |
| Al-Ettifaq FC   | 4       | Saudi Professional League | 30    | 0      | 1              | 0              | –             | –             | 31    | 0      |
| Al-Ittihad Club | 1       | Saudi Professional League | 10    | 1      | 1              | 0              | 8             | 0             | 19    | 1      |
|                 | Łącznie | Łącznie                   | 40    | 1      | 2              | 0              | 8             | 0             | 50    | 1      |

### Reprezentacyjne
Na podstawie:
| Mecze i gole w reprezentacji podczas Pucharu Azji 2023 | Mecze i gole w reprezentacji podczas Pucharu Azji 2023 | Mecze i gole w reprezentacji podczas Pucharu Azji 2023 | Mecze i gole w reprezentacji podczas Pucharu Azji 2023 | Mecze i gole w reprezentacji podczas Pucharu Azji 2023 | Mecze i gole w reprezentacji podczas Pucharu Azji 2023 | Mecze i gole w reprezentacji podczas Pucharu Azji 2023 | Mecze i gole w reprezentacji podczas Pucharu Azji 2023 | Mecze i gole w reprezentacji podczas Pucharu Azji 2023 |
| Lp.                                                    | Data                                                   | Miasto                                                 | Przeciwnik                                             | Wynik                                                  | Czas                                                   | Gole                                                   | Inne                                                   | Faza rozgrywek                                         |
| ------------------------------------------------------ | ------------------------------------------------------ | ------------------------------------------------------ | ------------------------------------------------------ | ------------------------------------------------------ | ------------------------------------------------------ | ------------------------------------------------------ | ------------------------------------------------------ | ------------------------------------------------------ |
| 1.                                                     | 16.01.2024                                             | Doha                                                   | Oman                                                   | 2:1 (0:1)                                              | 83'–90'                                                |                                                        |                                                        | Faza grupowa                                           |
| 2.                                                     | 21.01.2024                                             | Ar-Rajjan                                              | Nigeria                                                | 2:0 (1:0)                                              | 77'–90'                                                | 84'                                                    |                                                        | Faza grupowa                                           |
| 3.                                                     | 25.01.2024                                             | Ar-Rajjan                                              | Tajlandia                                              | 0:0 (0:0)                                              | 1'–64'                                                 |                                                        |                                                        | Faza grupowa                                           |

## Sukcesy
Na podstawie:
Brak ważniejszych osiągnięć.